# 飯田圭織のバスツアー
1. キッコーマンの烏龍茶の写真
2. 立体迷路アクアベンチャーの写真
3. 清水公園松風苑のBBQ食材の写真

飯田圭織のバスツアー（いいだかおりのバスツアー）は、2007年7月7日の七夕に開催された、アイドル歌手の飯田圭織と前田有紀のファンミーティングイベント。
イベント開催前日に飯田のできちゃった結婚・妊娠が報じられたことから、飯田のファンのみならずアイドルファン全体に与えた衝撃は大きく、さらにイベントについて虚実入り混じった情報が拡散し、インターネット上では「伝説のバスツアー」として後年まで語られるものとなった。
バスツアー参加者の一部は、その後も7月7日に会場に集って成婚祝いのオフ会を開催している。

## 概要
飯田圭織は「モーニング娘。」の結成メンバーである。2005年のモーニング娘。卒業後も活動を続け、第56回NHK紅白歌合戦の出演、単独でのディナーショー、ソロライブも定期的に行い、映画出演も果たしていた。

### イベントの告知
ハロー!プロジェクト会報37号および公式ウェブサイトでは、イベントは次のように告知されていた。
- イベント名：「飯田圭織・前田有紀の”大人の七夕祭り”日帰りバス旅行」
- 旅行代金：19,000円
- 旅行日程：2007年7月7日（土）
- 申込締切：2007年6月11日（月）
- 募集人数：300名、最小催行人数：80名
- 食事：昼食
- 行程：東京駅（10:00発）- 関東近郊キャンプ場 - 東京駅（20:00頃着）
- 開催地はシークレット
- イベント内容：記念撮影会、バーベキュー、七夕祭り、ミニステージ、等

また、イベントは次のように宣伝されていた。
飯田圭織と前田有紀は、前年度の2006年7月29日にも「飯田圭織・前田有紀の”大人の納涼祭”日帰りバス旅行」としてファンミーティングイベントを挙行していた。大人の納涼祭と大人の七夕祭りはイベントの企画企業・運営企業や旅行代金も同一、イベント内容もほぼ同一のものであった。

### 結婚発表
イベント前日の2007年7月6日の夕方、飯田の結婚が突如として発表された。
一般論として、男性ファンは女性アイドルに対して、潜在的に疑似恋愛的な視線を向ける傾向がある。飯田の結婚についても、ファンの受けたショックが報じられた。結婚発表を受けて、インターネット上の掲示板では 「みんなは笑うけど、ずっと本気で好きだったんだよ」「人妻の妊婦にいまさら何話すの？ほとんどピエロ以下だぞ」「元々ピエロだし」「もう一生会うこともないだろうから、明日行こうかな」「行け絶対に行け、行かずに後悔するより行って目一杯後悔してこい」といった書き込みが交わされた。

### 当日
2007年7月7日、予定通りバスツアーが決行された。開催地では、飯田から直接、ファンに対して結婚が報告された。イベントとしてバーベキューや巨大迷路、ミニステージが催された。飯田のトークに号泣するファンもいたと報じられた一方、参加したファンの満足度はおおむね高かったとも伝えられる。

### 伝説化
現地の模様が映像・写真などで公式記録化されていないなどの理由から、イベントに関する噂に尾ひれがつき、嘘とも本当ともつかない情報が数多く伝えられる。ファンの間ではイベントは既に伝説と化し、虚実入り混じりながら語り継がれている。
「迷路に閉じ込められたまま置き去りにされたファンがいて、全員そろってないままスタートした」「さらには、その閉じ込められたファンは帰りのバスにも乗れず自力で東京に帰った」「迷路にはいまだにファンの英霊が彷徨っている」などの伝説が語られるが、これらは話が独り歩きしたものであるという。

## 当日の詳細

### 開幕
目的地の清水公園は1894年に野田醤油（現・キッコーマン）初代社長の父である茂木柏衛が造園した庭園を前身としており、現在も同社が企業の社会的責任として公園の運営に協力している。ツアーのバスでは、添乗員から飯田の結婚も報告された。
会場では、イベントは飯田からの結婚報告から始まった。
飯田が拡声器で結婚を伝えると、ファンからは「おめでとう！」の声とともに、拍手が沸き上がった。

### バーベキュー

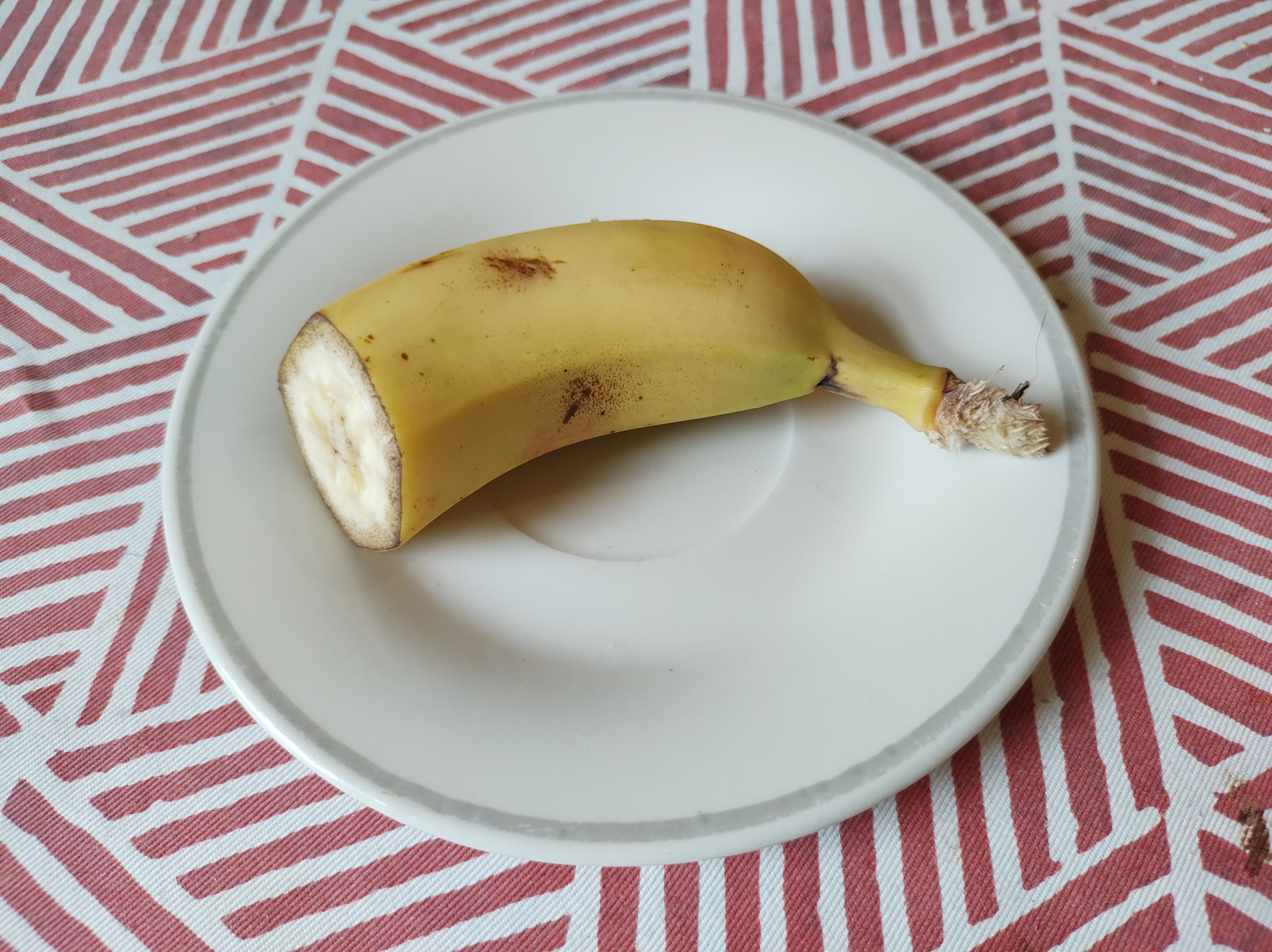
(参考画像)切り落としのバナナ

このツアーについては食事内容がよく取り沙汰される。ツアーのメインイベントはバーベキューで、参加者に与えられた食材は、1人につきソーセージ1本、肉は1枚。8人テーブルに1.5リットルの烏龍茶1本、デザートはバナナ切り落としという話が伝えられている。だが、これは情報が独り歩きしたもので、実際には適切な量が提供されたという報道もある。
烏龍茶はキッコーマン製のものが提供され、キッコーマンの烏龍茶は一躍有名になった。

### 巨大迷路
食後、清水公園内の巨大迷路「アクアベンチャー」に移動した。アクアベンチャーは巨大立体迷路と、メロディーに合わせて水が出る場所が変化する噴水迷路の2つが組み合わさった施設。その日の気候や結婚報道による心労もあってか、迷路の中で体調を崩してしまうファンもいたという。後にバスツアーはファンにより「人生の迷路」とも擬えられた。

### ミニステージ
ミニステージも催され、飯田と前田は浴衣に着がえてファンを迎えた。ミニステージではいくつかのイベントがあり、七夕にちなんで迷路のゴール時刻票に数字の「7」が含まれた参加者には記念品が手渡されたほか、クジ引きにより選ばれたファンは前田・飯田とあっち向いてホイやハートマークを持ってのポラロイド撮影などを行った。
イベントとして七夕の短冊の飾りつけがあり、前田は「今日みたいな幸せな日がずっとずっとずーっと続きますように」と詠み、飯田は「みんながいつでも笑顔でいますように」と詠んだ。
ミニライブもあり、涙の太陽（二人）、さらさらの川（前田ソロ）、東京きりぎりす（前田ソロ）、Bloom（飯田ソロ）、泣かずにいられない私です（飯田ソロ）、などが歌われ、また飯田・前田とファンは笹の葉サラサラを合唱した。

## その後

### 清水公園

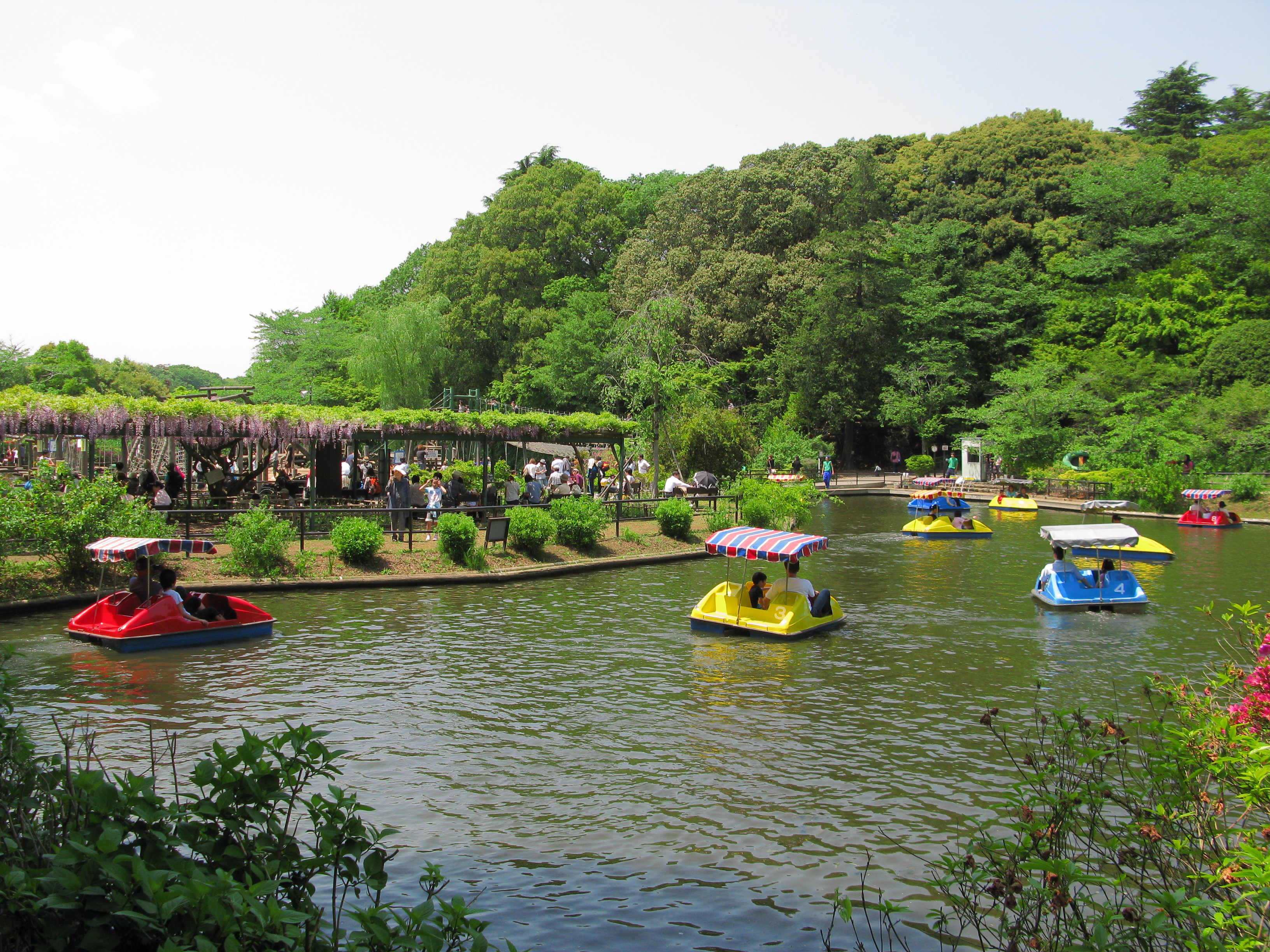
清水公園

イベント会場の一部であった清水公園の巨大迷路について「未だに、取り残された一部の飯田ファンが迷宮を彷徨い続けている」というネタが語られ続けていたが、老朽化のため2020年6月の閉場が発表された。閉場を知り、迷路を訪れ感謝を述べるファンもいたという。
清水公園の広報担当者は飯田圭織のバスツアーについては過去の事なので詳細はわからないとしながらも、「閉場と知って急遽遊びにお越しいただいた方もいらっしゃって、たくさんの方に親しまれ愛されて来たことを実感しました。次の新しい施設もみなさまの思い出の1ページに残るような場所にしたいです」として抱負を語っている。
バスツアー参加者の一部は、その後も7月7日に会場に集って成婚祝いのオフ会を開催している。

### メディアによるイベントの扱い
飯田圭織のバスツアーはその衝撃の大きさから、今でも語り草とされる。アイドルの交際が発覚した際や、アイドルの結婚報告の際、アイドルがバスツアーを挙行した際、七夕の際、その他さまざまな理由で、折に触れて言及される。
原作・つのだじろう、漫画・西条真二によるホラー漫画、『キガタガキタ! 〜「恐怖新聞」より〜』の第11・12話では、「伝説のアイドル七夕ツアー」としてモチーフにされた。作中の架空のツアーの食事は肉が1片、バナナが3分の1、ウィンナーが1本として描かれ、主人公のキガタは、アイドルとファンは瘴気に取りつかれて異常状態にあるとした。

## 国外での報道
2018年、アイドルの高橋みなみの高額なバスツアーが発表されると、複数の香港メディアが飯田圭織のバスツアーを引き合いに出して金額への懸念を記事にした。
2021年、中国の大手ポータルサイト捜狐では「出发的前一晚偶像宣布自己奉子成婚……今天就让我们聊聊偶像界最鬼畜的巴士旅行事件（出発前夜にアイドルが授かり婚を発表……今日はアイドル界で最も鬼畜なバスツアー事件を紹介しよう）」と題した記事で、聞く者を涙させると前置きした上でイベントの概略を説明した。
2022年、台湾のオンラインメディア三立新聞網は、「日本のガールズユニットの初代リーダーがバスツアーでファンに衝撃を与えた」として、真相の解明が待たれるとしつつイベントの概略を紹介した。
2022年、台湾のユーチューバー叉雞は「マジックミラー号より鬼畜なバス」としてツアーを紹介し、100万回以上再生された。

## 映像作品
バスツアーの様子はハロー!プロジェクトのファンクラブ限定VHS/DVDに収録され販売された。2006年の大人の納涼祭、2007年の大人の七夕祭りはそれぞれ下記の公式DVDに収められた。制作・著作・販売はアップフロントエージェンシー/アップフロントインターナショナル。
- 「Hello! days Vol.7」 2006年10月26日発売 型番：TGBS-2927
- 「Hello! days vol.11」 2007年10月27日発売 型番：TGBS-3704